# 大庭郡
大庭郡是過去位於岡山縣西北部的一郡，已於1900年4月1日與真島郡合併為真庭郡。
過去的範圍為現在的真庭市東部和北部地區。

## 歷史

### 沿革
- 1889年6月1日：實施町村制，大庭郡下設：久世村、米來村、樫野村、河內村、河陽村、大庭村、神湯村、德田村、縣村、中和村。（10村）
- 1896年2月26日：久世村改制為久世町。（1町9村）
- 1900年4月1日：真島郡和大庭郡合併為真庭郡。[1][2]